# Francisco del Arco Torralba
Francisco del Arco Torralba (Borja, c. 1566 – Ostende, 02- de julio de 1600) fue un militar español, capitán de los Tercios durante la segunda mitad del s. XVI.

## Biografía

### Orígenes y familia
Miembro de una familia ilustre de Borja (Zaragoza) establecida desde los tiempos de la Reconquista, y de la que se tiene constancia fidedigna a partir de 1347, cuando Juan del Arco aparece como señor del Palacio-Torre del Pedernal (hoy en día en ruinas, siendo Patrimonio Cultural de Aragón), que fue la casa solariega de la familia.
Era el menor de los hijos de Don Antón del Arco y Funes, y de Doña Francisca Torralba, que casaron en 1555.
Tuvo tres hermanos y una hermana:
- Juan (1556-1605), también capitán de los Tercios, pero que regresó a Borja tras la muerte de su padre (1577) para hacerse cargo, como primogénito, de la casa familiar. Casó con doña Ana de Aguilar, teniendo un hijo y cuatro hijas.
- El famoso jesuita Marco Antonio (1564-1638), confesor de la reina de Francia (infanta Ana de Austria, hija de Felipe III de España), entre otros muchos cargos
- Un tal Jerónimo, muerto en combate.
- María Francisca, que contrajo matrimonio en Borja el año 1578 con don Juan de Lajusticia y Litago, también perteneciente a una noble familia borjana. Tuvieron 6 hijos.

Por falta de descendencia, la familia Arco de Borja se extinguió en el s. XVII.

### Reclutamiento para la invasión de Inglaterra
A los 19 años decidió seguir la carrera militar como su hermano Juan. Así, en 1587 se alistó en la compañía del capitán de Tarazona y familiar de los Arco, Don Gabriel de Orti, del Tercio de Bobadilla, que había llegado a Borja para reclutar soldados con destino a Flandes para la conquista de Inglaterra bajo la protección de la Gran Armada.
Los 200 hombres reclutados, junto con otras 9 o 10 compañías destinadas al Tercio de catalanes al mando de don Luis de Queralt, embarcaron en Tarragona con destino a Lombardía y Milán para, a través del “Camino Español”, llegar a Flandes el 7 de diciembre de 1587.
Cuando llegó se incorporó a su Tercio. Fueron alojados en Guarneton (entre las villas de Ypre y Lila), y después, en Vallu (Halluin) y sus alrededores.
A continuación (1588), el Tercio de Bobadilla se une una parte de la fuerza expedicionaria que deberá de embarcar en Dunquerque. Dicha fuerza la componen 4 tercios españoles, un regimiento alemán y otro irlandés:
- Tercio de Bobadilla (Francisco Arias de Bobadilla y, como sargento Mayor Manuel de Vega Cabeza de Vaca, quien en realidad ostentaba el mando), donde se encuadra Francisco del Arco Torralba.
- Tercio de Sancho Martínez de Leyva – Tercio viejo de Lombardía "gemelo".
- Tercio de Luis de Queralt – Tercio de catalanes , llamado en Flandes Tercio de los valones españoles, o Tercio Papagayo, por el raro acento que tenían al hablar castellano, o porque sencillamente no lo hablaban. Son 18 compañías con 1600 hombres.
- Tercio Juan Manrique de Lara (hijo del III duque de Nájera, Juan Esteban Manrique de Lara y Cardona), anteriormente de Juan de Águila y Arellano. Tercio viejo de Sicilia "gemelo".
- Regimiento alemán de caballería, del coronel italiano Ferrante Gonzaga di Bozzolo.
- Regimiento irlandés, del coronel Guillermo Estanley (a veces Stanley).

Otros tantos Tercios italianos, valones, uno borgoñés así como otros regimientos alemanes y corsos embarcarán desde otros puertos cercanos.
El día 9 de agosto de 1588 el ejército, con Francisco del Arco Torralba, embarca para cruzar el canal de la Mancha junto a Alejandro Farnesio, pero teniendo noticia de la mala climatología, la tropa desembarca para alojarse de nuevo en los cuarteles de Umen.
El día 12 los volvió a embarcar, y a los dos días, los volvió a desembarcar teniendo noticia de que la Gran Armada había sido desbaratada por la mar.
Marcharon a Amberes el 15 de agosto de 1588, terminando así la malograda primera invasión española de Inglaterra.

### Guerras de Religión de Francia
La primera acción importante en la que participó fue el célebre socorro de París (1590) comandado por Alejandro Farnesio, en apoyo a las fuerzas de la segunda Liga Católica durante las Guerras de religión de Francia (1562-1598).
Más tarde, y junto a su Tercio, ahora al mando del maestre de Campo don Alonso de Mendoza, estuvo en la toma de varias plazas francesas, destacando por su bravura. Por eso, cuando su capitán Gabriel Orti regresó a España (1595), pasó como Sargento a la compañía de don Hernán Tello de Portocarrero, que había sido nombrado gobernador de la plaza de Dourlens.
Continuando bajo el mando de Hernán Tello de Portocarrero, un año después (1597) formó parte activa, tanto en la toma como en la defensa posterior de la plaza de Amiens. Exactamente, comandó el ingenioso asalto y conquista a la ciudad ideado por su capitán (11 de marzo de 1597).
Durante la posterior defensa de Amiens, cuando su capitán Hernán Tello de Portocarrero cayó en combate defendiendo la ciudad, continuó como sargento al mando del nuevo comandante Jerónimo Caraffa Carraciolo (marqués de Montenegro), hasta la rendición de la ciudad el 25 de septiembre de 1597.
A los supervivientes del asedio se les permitió abandonar la plaza con las banderas desplegadas y al son de las cajas y pífanos. El propio rey de Francia quiso conocer personalmente a los mandos de los heroicos defensores, en particular a Francisco del Arco Torralba, quien realmente tomó la ciudad y organizó, junto al caído Hernán Tello de Portocarrero, la defensa posterior. Así se explica que el propio monarca francés, sugiriera añadir al arco y la saeta de las armas de nuestro capitán, unas nueces que recordaran su hazaña, haciéndole entrega de una gruesa cadena de oro que Francisco del Arco sólo aceptó a cambio de donar su caballo al rey Enrique, para que no pudiera ser interpretado ese gesto como pago, sino como intercambio de regalos entre caballeros.
Debido a sus servicios en Amiens, el archiduque Alberto, gobernador de los Países Bajos, lo ascendió a capitán. También se difundieron romances exaltando la gesta en la que se asociaba el nombre del intrépido soldado con el de la ciudad que le vio nacer:
```
     
Un sargento aragonés, dicho Francisco del Arco que es de la ciudad de Borja, descendiente de hijosdalgo…
```

Del Arco gozó del lógico reconocimiento en el campo español y fue uno de los elegidos para participar en las negociaciones de paz, siendo objeto de nuevas muestras de cariño en la Corte de Francia.
Tras Amiens, Francisco del Arco Torralba quiso volver a España, pero no se lo permitieron, aceptando resignado continuar en Flandes.

### Sitio de Ostende y muerte
A los dos meses se vuelve a incorporar como capitán, pero desconocemos en que Tercio, pues fueron tres los formados por españoles (6001 efectivos, en los Tercios de Rivas, Monroy y Villar) los que participaron al principio en la toma de Ostende. Más tarde se le sumarían otros efectivos españoles y de otros lugares.
Efectivamente, el 2 de julio de 1600, bajo el mando del archiduque Alberto, y su segundo Juan de Rivas, 22.453 soldados imperiales pusieron cerco a la villa de Ostende, ocupada por los holandeses. Francisco del Arco Torralba era unos de los 6.001 españoles.
La batalla comenzó siendo tan cruenta y feroz que, en el primer día, hubo muchísimos caídos en combate, entre ellos tres maestres de Campo (Gerónimo de Monroy, Diego Durango y Juan Bracamonte) así como 40 capitanes muertos, uno de los cuales era don Francisco del Arco Torralba, que contaba sólo con 33 años de edad (02/07/1600).

### Matrimonio
Tras el asedio de Amiens, antes de incorporarse a la toma de Ostende, contrajo matrimonio en Flandes (mayo de 1600) con la viuda doña Juliana Romero, hija natural, pero legítima según testamento,  del mítico héroe de los Tercios, don Julián Romero de Ibarrola (1518-1577), y que le había sido presentada por el propio archiduque Alberto y su mujer Isabel Clara Eugenia, hija de Felipe II. No obstante, poco duró el matrimonio, algo más de dos meses, pues Francisco cayó unos meses más tarde (2 de julio de 1600) en la toma de Ostende.
Se sabe que tuvieron un hijo, pero este no dejó posterioridad.